# Manfred Kleimann
Manfred Kleimann (* 20. Juni 1955 in Kassel; † 13. April 2025) war ein deutscher Journalist sowie Übersetzer und Lektor. Er zählte in den 1980er-Jahren zu den Pionieren des deutschsprachigen Computerspielejournalismus.

## Leben und Karriere
Manfred Kleimann wurde 1955 in Kassel geboren. Nach dem Abitur schloss er ein Studium zum Diplom-Ingenieur für Stadt- und Landschaftsplanung ab. Anschließend arbeitete er zunächst als Volontär bei einem lokalen Anzeigenblatt, bevor er Kontakte zum Tronic-Verlag knüpfte. Dort konzipierte und entwarf er 1986 maßgeblich die Zeitschrift Aktueller Software Markt (ASM), deren erster Chefredakteur er wurde. ASM war eines der ersten Magazine überhaupt, das sich hauptsächlich dem Thema Computerspiele widmete. In späteren Jahren konkurrierte das Magazin mit der Zeitschrift  Power Play, die damals von Heinrich Lenhardt geleitet wurde. Manfred Kleimann blieb Chefredakteur der ASM bis Ende 1991.
Anschließend arbeitete er als Produktmanager bei Konami in Frankfurt am Main. 1992 war Kleimann zudem kurzzeitig als freier Redakteur für den Amiga Joker tätig.
Kleimann lebte zuletzt mit seiner Familie in Kassel und war als freier Übersetzer und Lektor tätig, er starb am 13. April 2025.